# 므두셀라
므두셀라(히브리어: מְתוּשֶׁלַח, "그의 죽음이 보낼 것이다" 또는 "창의 사람" 또는 "검의 죽음"; 그리스어: Μαθουσάλας 마투살라스[*])는 성서의 족장이자 유대교, 기독교, 이슬람교에 등장하는 인물이다. 969세의 나이로 사망하여 가장 오래 산 인물로 알려져 있다. 창세기에 따르면 므두셀라는 에녹의 아들이자 라멕의 아버지이며 노아의 할아버지이다. 성경의 다른 부분에서 므두셀라는 역대기상과 루가의 복음서의 계보에서 언급된다.
므두셀라의 생애는 에녹서, 슬라브어 에녹서, 모세서와 같은 다른 문헌들에서 더 자세히 설명되어 있다. 성서 해설가들은 창세기에서 그가 그토록 고령에 사망했다고 설명하는 이유에 대해 다양한 해석을 제시했다. 일부는 므두셀라의 나이가 오역의 결과라고 보며, 다른 이들은 그의 나이가 창세기의 일부가 매우 먼 과거에 일어났다는 인상을 주기 위해 사용되었다고 본다. 므두셀라라는 이름은 장수의 대명사가 되었으며, 영화와 텔레비전, 음악에서 묘사되고 인용되어 왔다.

## 성경에서
므두셀라는 아담과 노아를 잇는 계보의 일부로 창세기 5:21-27에서 언급되는 성서의 족장이다. 다음은 성경의 공동번역성서 개정판에서 발췌한 것이다.
에녹은 육십오 세에 므두셀라를 낳았다. 에녹은 므두셀라를 낳은 다음 삼백 년 동안 하느님과 함께 살면서 아들딸을 더 낳았다. 에녹은 모두 삼백육십오 년을 살았다. 에녹은 하느님과 함께 살다가 사라졌다. 하느님께서 데려가신 것이다. 므두셀라는 백팔십칠 세에 라멕을 낳았다. 므두셀라는 라멕을 낳은 다음 칠백팔십이 년 동안 살면서 아들딸을 더 낳았다. 므두셀라는 모두 구백육십구 년을 살고 죽었다. 5:21–27

히브리 성경에 따르면, 므두셀라는 라멕을 낳고 그 후 782년을 더 산다. 라멕이 182세일 때 노아를 낳고, 대홍수는 노아가 600세일 때 일어난다. 이는 므두셀라가 홍수가 일어난 해에 죽었음을 의미한다. (70인역에서는 이 부분의 대부분의 나이가 다르다. 라멕은 188세에 노아를 낳고, 므두셀라는 라멕을 낳은 후 802년을 산다.) 그는 또한 성경에서 언급된 모든 인물 중 가장 장수한 인물이었다. 므두셀라는 창세기 외의 히브리어 성경의 역대기상 1:3에서 한 번 언급된다. 신약성서에서는 루가의 복음서에서 예수의 계보를 아담까지 거슬러 올라가는 부분에서 한 번 언급된다.

## 같이 보기
- 잔 칼망
- 장수 (수명)
- 최장수인